# تایسون بالو
تایسون بالو (زاده ۱۴ نوامبر ۱۹۷۶ میلادی) مدل اهل کشور آمریکا است.

## زندگی شخصی
تایسون در ایالت تگزاس به دنیا آمد و زاده این ایالت است و فعالیت در حیطه مدلینگ را از سن ۱۵ سالگی آغاز کرد. استعداد تایسون در این حرفه توسط آژانس مدلینگ (پیج پارکز) کشف شد.پیج پارکز به او کمک کرد تا بر روی جلد چندین مجله در ایالت تگزاس قرار بگیرد. سپس به شهر نیویورک رفت و با آژانس مدلینگ فوردمادلز قرارداد امضا کرد. تایسون در ادامه فعالیت خود نیز با آژانس مدلینگ آی ام جی وارد همکاری شد.